# Тул (округ, Монтана)
Шаблон:StateAbbr_ 48°39′ пн. ш. 111°41′ зх. д. / 48.65° пн. ш. 111.69° зх. д.
Округ Тул (англ. Toole County) — округ (графство) у штаті Монтана, США. Ідентифікатор округу 30101.

## Історія
Округ утворений 1914 року.

## Демографія
За даними перепису
2000 року
загальне населення округу становило 5267 осіб, зокрема міського населення було 3025, а сільського — 2242.
Серед мешканців округу чоловіків було 2716, а жінок — 2551. В окрузі було 1962 домогосподарства, 1309 родин, які мешкали в 2300 будинках.
Середній розмір родини становив 3,09.
Віковий розподіл населення поданий у таблиці:
| Стать    | До 15 років | 15-21 | 22-29 | 30-39 | 40-49 | 50-65 | 65-85 | Понад 85 |
| -------- | ----------- | ----- | ----- | ----- | ----- | ----- | ----- | -------- |
| Чоловіки | 562         | 246   | 249   | 380   | 479   | 439   | 336   | 25       |
| Жінки    | 504         | 240   | 207   | 338   | 405   | 381   | 396   | 80       |

## Суміжні округи
- Ворнер № 5, Альберта — північ
- Фоті-Майл № 8, Альберта — північний схід
- Ліберті — схід
- Пондера — південь
- Глейшер — захід

## Виноски
1. ↑  US Decennial Census. US Census Bureau. Архів оригіналу за 12 травня 2015. Процитовано 30 листопада 2014.
2. ↑  Historical Census Browser. University of Virginia Library. Архів оригіналу за 11 серпня 2012. Процитовано 30 листопада 2014.
3. ↑  Population of Counties by Decennial Census: 1900 to 1990. US Census Bureau. Архів оригіналу за 22 вересня 2018. Процитовано 30 листопада 2014.
4. ↑  Census 2000 PHC-T-4. Ranking Tables for Counties: 1990 and 2000 (PDF). US Census Bureau. Архів оригіналу (PDF) за 18 грудня 2014. Процитовано 30 листопада 2014.
5. ↑  State & County QuickFacts. US Census Bureau. Архів оригіналу за 7 грудня 2015. Процитовано 16 вересня 2013. [Архівовано 2011-06-06 у Wayback Machine.](англ.) Наведено за англійською вікіпедією.
6. ↑  American FactFinder. Бюро перепису населення США. Архів оригіналу за 26 лютого 2012. Процитовано 31 січня 2008. [Архівовано 2008-05-21 у Wayback Machine.]

| США | Це незавершена стаття з географії США. Ви можете допомогти проєкту, виправивши або дописавши її. |